# Suffète
Suffète est le nom, d'origine phénicienne, des premiers magistrats de Carthage, en Tunisie actuelle anciennement appelé Africa. Leur pouvoir ne durait qu'un an, mais ils donnaient leur nom à l'année : ce sont des magistrats éponymes. Ils étaient à Carthage ce que les consuls étaient à Rome.
Selon le Chronicon d'Eusèbe de Césarée et l'historien Flavius Josèphe plusieurs suffètes gouvernèrent Tyr, cité phénicienne, pendant une dizaine d'années au VIe siècle av. J.-C.
Le terme suffète a la même racine que l'hébreu shophet (שופט), qui signifie : juge.